# 大仙市立大曲小学校
大仙市立大曲小学校（だいせんしりつ おおまがりしょうがっこう）は、秋田県大仙市大曲花園町にある公立小学校。

## 沿革
- 1874年（明治6年）4月1日 - 鞠水館（当時の「御本陣」）に、大曲小学校開設[1]。
- 1877年（明治10年）7月1日 - 現在の「仙北医院」の場所に、新築校舎完成[1]。
- 1887年（明治20年）7月1日 - 小学校令実施により、尋常高等小学校併置[1]。
- 1893年（明治26年）10月25日 - 現在地に校舎新築完成し、移転[1]。
- 1901年（明治34年）8月30日 - 第1回増築校舎（旧校舎北部1号館と北体操場の内の40坪）落成[1]。
- 1905年（明治38年）5月1日 - 川ノ目分教場設置し、尋常科第1学年と第2学年児童を収容[1]。
- 1907年（明治40年）11月3日 - 第2回増築校舎（旧校舎北部2号館）落成[1]。
- 1912年（明治44年）4月1日 -  川ノ目分教場に、尋常科第3学年と第4学年児童を収容し、2学級編成となる[1]。
- 1914年（大正3年）12月25日 - 第3回増築校舎（旧校舎北部3号館と北体操場27坪拡張）落成[1]。
- 1919年（大正8年）
  - 4月1日 - 大曲町立大曲実業補修学校附設[1]。
  - 12月1日 - 第4回増築校舎（旧校舎北部4号館2階構造の全部）落成[1]。
- 1923年（大正12年）6月2日 - 校章制定[1]。
- 1924年（大正13年）10月7日 - 創立50周年記念式典挙行[1]。
- 1926年（大正15年）11月26日 - 南校舎新築落成[1]。
- 1928年（昭和3年）12月15日 - 南体育館新築落成[1]。
- 1929年（昭和4年）9月1日 - 校庭1万坪拡張[1]。
- 1930年（昭和5年）3月31日 - 高畑分教場設置。同日、中校舎新築落成[1]。
- 1934年（昭和9年）9月25日 - 創立60周年記念式典挙行[1]。
- 1939年（昭和14年）12月25日 - 本館・北校舎・第一体育館落成[1]。
- 1941年（昭和16年）4月1日 - 国民学校令により、大曲国民学校と改称[1]。
- 1944年（昭和19年）10月25日 - 創立70周年記念式典挙行。同日、表彰式挙行し、慰霊祭・祝賀会・演芸会を開催[1]。
- 1947年（昭和22年）4月1日 - 学制改革により、大曲町立大曲小学校と改称[1]。
- 1948年（昭和23年）3月1日 - 高畑分教場が、大曲町立高畑小学校として独立。同日、PTA結成[1]。
- 1954年（昭和29年）
  - 5月3日 - 大曲町の市制施行により、大曲市立大曲小学校と改称[2]。
  - 10月25日 - 創立80周年記念式典挙行。同日、校歌制定[2]。
- 1963年（昭和38年）11月14日 - プール竣工[2]。
- 1964年（昭和39年）10月25日 - 創立90周年記念式典挙行[2]。
- 1970年（昭和45年）3月18日 - 川ノ目分校閉校式挙行[2]。
- 1974年（昭和49年）10月5日 - 創立百周年記念式典挙行し、祝賀会開催[2]。
- 1975年（昭和50年）
  - 7月9日 - 創立百周年記念像の除幕式挙行[2]。
  - 12月10日 - 創立百周年記念タイムカプセル収納式挙行[2]。
- 1976年（昭和51年）7月31日 - 新校舎改築起工式挙行[2]。
- 1979年（昭和54年）11月6日 - 新校舎改築落成式挙行し、記念祝賀会を開催[2]。
- 1984年（昭和59年）10月25日 - 創立110周年記念式典挙行し、記念行事開催（曲小カルタ・年表・校報など）[2]。
- 1989年（平成元年）3月7日 - 新校旗樹立[2]。
- 1993年（平成5年）11月28日 - 大曲小学校在籍者の会「花園会」設立[2]。
- 1994年（平成6年）10月21日 - 創立120周年記念式典挙行。
- 1995年（平成7年）
  - 7月22日 - 校名看板の掛け替え実施[2]。
  - 8月20日 - 日だまりの庭に遊具を設置[2]。
- 1996年（平成8年）
  - 6月3日 - ラブリーステージ活動開始[3]。
  - 11月18日 - 「子供たちにインターネットで夢を贈る秋田の会」より、パソコン2台が寄贈される[3]。
- 1997年（平成9年）
  - 2月20日 - 昭和14年度卒業生より、児童書約200冊が寄贈される[3]。
  - 5月30日 - 体育館開放事業により、体育館への通路にドアを設置[3]。
- 2001年（平成13年）8月27日 - 縦割り班で「花火ロード」を製作し、開通式を行った[3]。
- 2004年（平成16年）
  - 9月24日 - 創立130周年記念児童集会「ラブリー集会」開催[3]。
  - 10月27日 - 創立130周年記念新聞「曲小ゆめ新聞」が、秋田魁新報に掲載される[3]。
- 2005年（平成17年）
  - 3月22日 - 大曲仙北地域の8市町村が合併した大仙市発足により、大仙市立大曲小学校と改称。
  - 4月1日 - 2学期制導入[3]。
- 2018年（平成30年）12月4日 - タブレットとして使用できるパソコンを82台導入[4]。
- 2019年（令和元年）5月 - 空調設備設置工事実施[4]。
- 2021年（令和3年）
  - 2月18日 - GIGAスクール構想により、1人1台のパソコンが配布される[4]。
  - 5月 - パソコン保管庫が配置され、授業での本格的なパソコン使用が開始[4]。
  - 7月 - 低・高学年PCルームの内装を変え、Englishルーム1.2とする[4]。
- 2023年（令和5年）8月 - 職員室空調設備設置工事実施[4]。
- 2024年（令和6年）10月22日 - 創立150周年記念式典挙行。

## 通学区域と進学先中学校
出典

### 通学区域
- 大曲通町、大曲福住町、大曲丸の内町、大曲白金町、大曲大町、大曲上大町、大曲丸子町、大曲福見町、大曲栄町、大曲上栄町、大曲黒瀬町、大曲中通町、大曲戸巻町、大曲浜町、大曲花園町、大曲金谷町、大曲須和町1丁目、大曲須和町2丁目、大曲須和町3丁目、大曲田町、大曲若葉町、大曲飯田町、大曲日の出町1丁目、大曲日の出町2丁目、大曲緑町、大曲あけぼの町、大曲川原町、大曲船場町1丁目、大曲船場町2丁目、大曲住吉町（1街区から4街区まで）、大花町（1・2・8街区）、大字大曲（字相野、字中良野、字上笑ノ口、字下笑ノ口、字福辺内、字諏訪田、字南浦、字前村、字小貫(市道小貫1号線北側を除く)）、大字飯田、大字戸蒔、大字川目（字月山15番地内を除く）、大字小貫高畑（字向大島甲を除く）

### 進学先中学校
- 大仙市立大曲中学校
- なお、大字大曲（字相野、字諏訪田、字南浦、字前村、字小貫）と大字川目（字月山15番地内を除く）から通う児童については、共通学区として、大仙市立大曲南中学校への通学が可能。

## 周辺
大仙市中心部に位置する
- 社会福祉法人大曲保育会大曲中央こども園 - 同一敷地内で、なおかつ進学前こども園のひとつ。なお、本園の所在住所と本校の所在住所は同一である[6]。
- 大仙市立大曲中央児童館 - 大曲中央こども園の東側に隣接。
- 大仙市立大曲体育館
  - 武道館
- 大仙市役所 - 校地南東側に隣接。
- 三吉神社 - 校地南西側に隣接。
- 大曲小学校前公園
- 秋田魁新報社大曲支局
- 大仙市立大曲図書館
- 公文式大曲中央教室
- 大仙市民プール
- 秋田県立大曲技術専門校
- 大曲栄町郵便局
- 秋田県立大曲高等学校
- 大曲仙北消防本部
- このほか、学校周辺には、大曲小学校前公園以外の中小規模の公園や医療機関も点在。

## アクセス
- 羽後交通
  - 大仙市循環バス「つつどんルート」・「はなちゃんルート」で、「市役所」停留所下車後、校地南側（大曲小学校前公園付近）の門まで、すぐ近く（約30m強）。
  - 一般路線バスで、大曲バスターミナルから、校地西側の門まで、徒歩約1.2km・約18分。
- JR東日本秋田新幹線・奥羽本線・田沢湖線大曲駅より、
  - 東口から上述の大仙市循環バス「つつどんルート」に乗車し16分、「市役所」停留所下車後、校地南側の門まで徒歩。
  - 西口から上述の大仙市循環バス「はなちゃんルート」に乗車し24分、「市役所」停留所下車後、校地南側の門まで徒歩。
  - 西口から校地東側の門まで、徒歩約1.3km・約19分。